# Cidariophanes triangulifera
Cidariophanes triangulifera är en fjärilsart som beskrevs av Paul Dognin 1912. Cidariophanes triangulifera ingår i släktet Cidariophanes och familjen mätare. Inga underarter finns listade i Catalogue of Life.